# Production vapeur
 (mars 2023).
Si vous disposez d'ouvrages ou d'articles de référence ou si vous connaissez des sites web de qualité traitant du thème abordé ici, merci de compléter l'article en donnant les références utiles à sa vérifiabilité et en les liant à la section « Notes et références ».
 (mars 2023).
La vapeur d'eau utilisée pour le fonctionnement des pompes de chargement, la propulsion, les turbo-alternateurs, etc. est produite par deux types de chaudières :
1. Chaudière à tube d'eau : Un brûleur pulvérise le combustible (fioul lourd, gazole, gaz...). Ce combustible s'enflamme et chauffe un ballon d'eau situé en bas de la chaudière. Cette eau s'évapore et monte dans le ballon de vapeur. Une partie de cette vapeur est utilisée ; l'autre, condensée, retourne dans le ballon d'eau par gravité ;
2. Chaudière à tube de fumée : La chaudière est entièrement remplie d'eau. Le brûleur pulvérise le combustible qui s'enflamme et chauffe l'eau. La fumée monte et, passant dans une série de tubes immergés dans l'eau, évapore cette dernière. La fumée est évacuée par une cheminée.